# Michał Zieliński (Snookerspieler)
Michał Zieliński (* 6. Juli 1992 in Warschau) ist ein polnischer Snookerspieler.

## Karriere
Nachdem er 2006 bei seiner ersten Teilnahme in der Vorrunde ausgeschieden war, gelang Zieliński bei der U-19-Europameisterschaft 2007 der Einzug in die Finalrunde, in der er seine Erstrundenpartie mit 1:4 gegen Mitchell Mann verlor. Im August 2007 nahm er erstmals an der U-21-Weltmeisterschaft teil und schied dort in der Vorrunde aus. Im Oktober 2008 schied er bei seiner ersten Teilnahme bei der Amateur-Weltmeisterschaft ebenfalls in der Vorrunde aus. Bei den U-19-Europameisterschaften 2008 und 2009 erreichte er das Achtelfinale. Im Mai 2009 schied er beim Finalturnier der World Series of Snooker 2008/09 in der Gruppenphase aus. Einen Monat später zog er erstmals in die Finalrunde der Europameisterschaft und unterlag in der Runde der letzten 32 dem Iren Mario Fernandez mit 2:4.
Von 2006 bis 2009 war Zieliński siebenmal Polnischer Junioren-Meister geworden; dreimal bei den U-16-Junioren sowie jeweils zweimal in den Altersklassen U-19 und U-21. 2009 gelang ihm erstmals der Einzug ins Finale der Polnischen Meisterschaft der Herren, in dem er Marek Zubrzycki mit 7:1 besiegte und damit erstmals den Titel gewann. Durch einen Sieg gegen den Deutschen Sascha Lippe erreichte er bei der EM 2010 das Viertelfinale, das er mit 2:4 gegen Luca Brecel, den späteren Europameister, verlor. Durch einen 7:0-Sieg im Finale gegen Rekordsieger Rafał Jewtuch gelang es ihm im selben seinen Titel bei der Polnischen Meisterschaft erfolgreich zu verteidigen. Mit einem Sieg bei den U-19-Junioren gewann er zudem seinen achten und letzten Polnischen Junioren-Meistertitel.
In der Saison 2010/11 nahm Zieliński an zwei Turnieren der neu eingeführten Players Tour Championship. Nachdem er beim ersten Turnier in der Runde der letzten 128 gegen Kurt Maflin verloren hatte, schied er bei den Brugge Open 2010 bereits in der Qualifikation aus. Bei der U-21-WM 2010 erreichte er das Achtelfinale, ebenso bei der EM 2011.
In der Saison 2011/12 nahm Zieliński erneut an zwei PTC-Turnieren teil, schied aber sowohl beim Auftaktturnier als auch beim Warsaw Classic 2011 in der Qualifikation aus. Bei der Polnischen Meisterschaft zog er 2011 zum dritten Mal in Folge ins Finale ein, unterlag diesmal jedoch Rafał Górecki mit 4:7. Im Juni 2012 erreichte er das Viertelfinale der Europameisterschaft.
Im Februar 2013 erreichte Zieliński mit dem 49. Platz bei den Italy Open sein bislang bestes Ergebnis auf der Poolbillard-Turnierserie Euro-Tour. Bei der Snooker-EM 2013 schied er im Achtelfinale gegen Gareth Allen aus. Einen Monat später erreichte er auch bei der U-21-WM das Achtelfinale und unterlag dort Zhou Yuelong. Bei der Polnischen Meisterschaft 2013 zog er ins Finale ein und besiegte dort Krzysztof Wróbel mit 7:6. Ein Jahr später hingegen unterlag dem ehemaligen Main-Tour-Profi Kacper Filipiak im Finale mit 2:7.
In der Saison 2014/15 nahm er an den Gdynia Open 2015 teil, schied jedoch in der ersten Qualifikationsrunde mit 3:4 gegen Martin O’Donnell aus.
Er spielt derzeit beim Warschauer Billardverein Konsalnet Warszawa.

## Erfolge

### Finalteilnahmen
| Ausgang         | Jahr | Turnier                 | Finalgegner      | Ergebnis |
| --------------- | ---- | ----------------------- | ---------------- | -------- |
| Amateurturniere |      |                         |                  |          |
| Sieger          | 2009 | Polnische Meisterschaft | Marek Zubrzycki  | 7:1      |
| Sieger          | 2010 | Polnische Meisterschaft | Rafał Jewtuch    | 7:0      |
| Zweiter         | 2011 | Polnische Meisterschaft | Rafał Górecki    | 4:7      |
| Sieger          | 2013 | Polnische Meisterschaft | Krzysztof Wróbel | 7:6      |
| Zweiter         | 2014 | Polnische Meisterschaft | Kacper Filipiak  | 2:7      |

### Weitere Erfolge
| Polnischer U-16-Meister: | 2006, 2007, 2008 |
| Polnischer U-19-Meister: | 2007, 2008, 2010 |
| Polnischer U-21-Meister: | 2008, 2009       |